# Grožđe
Grožđe je plod vinove loze.
Postoji 12 osnovnih i najpoznatijih vrsta grožđa od kojih se pravi većina svjetskih vina. Ranije su se vina označavala prema području na kome se grožđe uzgaja, ali kasnije je broj proizvođača i područja s vinogradima toliko porastao da je uvedeno označavanje prema vrsti grožđa.

## Crno grožđe
- cabernet sauvignon - Ovo je najpopularnije grožđe na svijetu kad je proizvodnja crnog vina u pitanju. Uzgaja se u Bugarskoj, Čileu, Australiji, Kaliforniji, južnoj Francuskoj. Ima mala plavo-crna zrna s debelom kožom, kasno olista i kasno sazrijeva.
- merlot - Od ovog grožđa se pravi najskuplje crno vino na svijetu - Chateay Petrus. Uzgaja se u Bordeauxu, ima velika zrna s tankom kožom, okus ima tragove borovnice i metvice.
- nebbiolo - Daje vrlo kompleksna crna vina, uspjeva na vapnenačkom zemljištu, na većim visinama, najviše u sjeverozapadnoj Italiji. Vrlo tamne je boje i kasno sazrijeva. Nebbia na talijanskom znači magla.
- crni pinot - Od ovog grožđa se pravi čuveni burgundac. Uspjeva na vapnenačkom zemljištu istočne Francuske. Ovo je "sveti gral" proizvođača u mnogim zemljama. Ima tanku kožu crne boje i guste grozdove. Pored Francuske, uzgaja se i u Australiji, na Novom Zelandu, u Južnoj Africi, Italiji, Rumunjskoj, SAD-u.
- syrah ili shiraz - Drevno crno grožđe sa Srednjeg istoka. Uzgaja se na granitu, vapnencu i pijesku u dolini Rone (Francuska), u Kaliforniji i Australiji. Plavo-crne boje, ima mala zrna i debelu kožu. Relativno rano sazrijeva i daje visoke prinose.
- sangiovese - Ovo grožđe se uzgaja po cijeloj Italiji, kao i u Argentini i Kaliforniji. Raste na vapnencu, ali i na glini, sporo i kasno sazrijeva, podložno je oksidaciji. Najbolji iz vrste je Sangiovese piccolo.
- cabernet franc - Crno grožđe iz regije Bordeaux, poznat kao "otac" Cabernet souvignona. Raste na svim podlogama i vrstama tla.

## Bijelo grožđe
- chardonnay - Bijeli chardonnay je vjerojatno najtraženije grožđe na svijetu. Bolje uspjeva na siromašnijem zemljištu, ali se prilagođava i drugim tipovima. Daje male grozdove tanke kože. Rano cvjeta i zrije. Danas se uzgaja u svakoj zemlji u kojoj se pravi vino.
- crni chenin - Koristi se za najraznovrsnija vina, daje obična i pjenušava, suha i slatka. Uzgaja se najviše u dolini Loare - jugozapadna Francuska, sve do Atlantika. Ima tanku kožu, kasno sazrijeva. Raste i u Južnoj Africi, Kaliforniji, Australiji i Novom Zelandu. Daje dugotrajna vina, ali i vina koja se odmah piju.
- traminac - Grožđe ružičaste boje, daje suha i slatka bijela vina, karakterističnog aromatičnog, nekako začinjenog okusa. Podrijetlom je iz Alto Adigea. Uzgaja se u Francuskoj, Austriji, Njemačkoj, Sloveniji, Hrvatskoj, Mađarskoj, Češkoj, Slovačkoj, Rumunjskoj, u Australiji i na Novom Zelandu.
- rizling - Voli hladniju klimu. Blijeda zrna s mrljama, u malim grozdima. Kasno cvjeta i zrije. Daje vrhunska suha, poluslatka i slatka vina. Uzgaja se u Njemačkoj, Francuskoj, Italiji, Australiji i SAD-u.
- crni sauvignon - Grožde doline Loire, raste na vapnencu, pijesku, šljunku. Kompaktni mali grozdovi tanke kože. Rano zrije. Uzgaja se i u Italiji, Južnoj Africi, na Novom Zelandu, u Australiji i SAD-u.
- semillon - Daje sjajna slatka vina i visoko kvalitetna suha vina. Ima velika zrna i tanku kožu. Traži specifične klimatske uvjete. Raste u Bordeauxu u Francuskoj, Čileu, Australiji, SAD, Južnoj Africi.